# Lehnepark

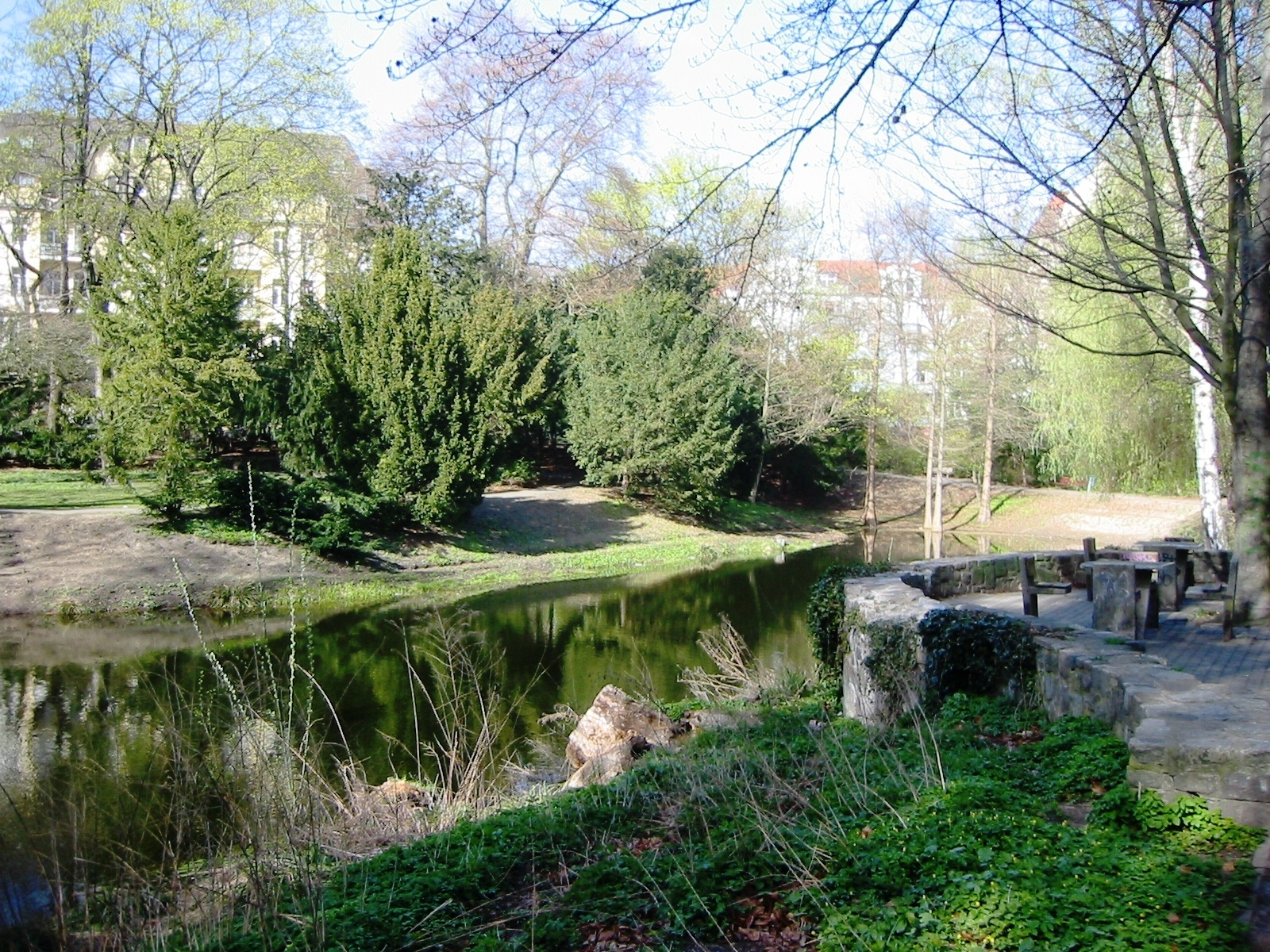
Lehnepark in Berlin-Tempelhof

Der Lehnepark liegt im Berliner Ortsteil Tempelhof zwischen Parkstraße und Tempelhofer Damm. Er ist nach dem Gutsbesitzer Wilhelm Lehne (1836–1910) benannt, der in Tempelhof verstarb.

## Ausgestaltung
Es handelt sich um einen relativ kleinen Park, der durch einen Weg vom deutlich größeren Alten Park getrennt ist. In der Mitte befindet sich ein kleiner Teich, der Wilhelmsteich. Er entstand wie der Klarensee im benachbarten Alten Park aus einem Toteisloch.
Der Park ist bei Läufern beliebt, da er in Verbindung mit dem Alten Park, dem Franckepark und dem Bosepark ein weitläufiges Gelände bietet.

## Sonstiges

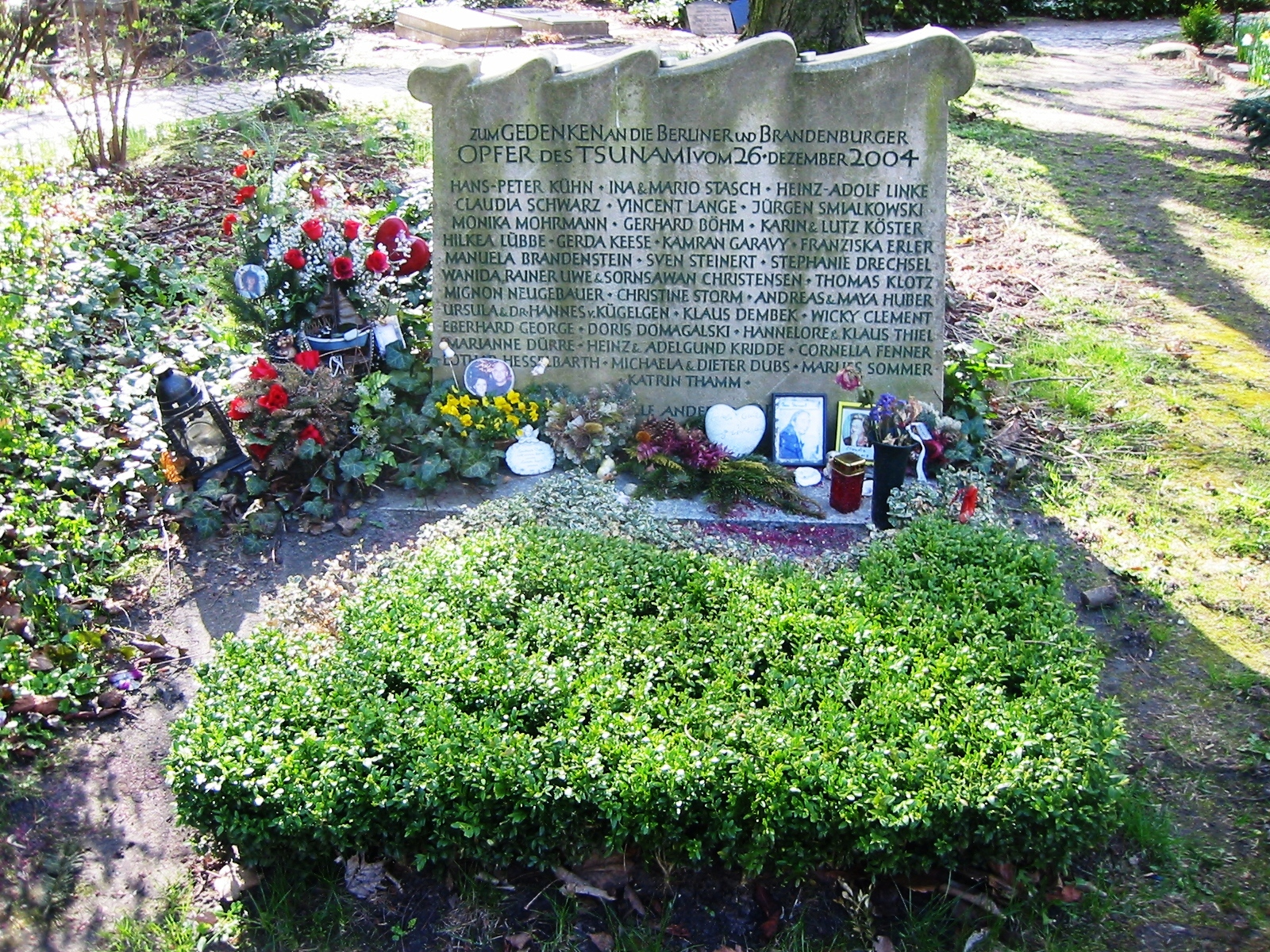
Gedenktafel für die Tsunami-Opfer vom 26. Dezember 2004

An den Park grenzt die Dorfkirche Tempelhof an. Ursprünglich stand hier eine Siedlung des Templerordens, die jedoch im Zweiten Weltkrieg zerstört wurde. Der Friedhof ist noch erhalten – dort wurde ein Gedenkstein für die 47 Berliner bzw. Brandenburger Opfer des Tsunamis vom 26. Dezember 2004 im Pazifik aufgestellt.